# Гарабалья
Гарабалья (ісп. Garaballa) — муніципалітет в Іспанії, у складі автономної спільноти Кастилія-Ла-Манча, у провінції Куенка. Населення — 110 осіб (2010).
Муніципалітет розташований на відстані близько 210 км на схід від Мадрида, 70 км на південний схід від Куенки.

## Демографія
Динаміка населення (INE ):